# Valverde de Curueño
Valverde de Curueño es una localidad española del municipio de Valdelugueros, en la provincia de León, comunidad autónoma de Castilla y León. 
La iglesia está dedicada a San Martín.

## Geografía
Confina con las siguientes localidades:
| Noroeste:       | Norte: Llamazares | Noreste: Lugueros Tolibia de Abajo |
| Oeste: Genicera |                   | Este:                              |
| Suroeste        | Sur:              | Sureste: Valdeteja                 |

## Historia

Pendón de Valverde de Curueño

Así se describe a Valverde de Curueño en el tomo XVI del Diccionario geográfico-estadístico-histórico de España y sus posesiones de Ultramar, obra impulsada por Pascual Madoz a mediados del siglo XIX:

Lugar en la provincia y diócesis de León, partido judicial de la Vecilla, audiencia territorial y capitanía general de Valladolid, ayuntamiento de Valdepiélago. Situado a orillas del arroyo que baja del escobio de Valverde; su clima es frío, pero sano. Tiene 26 casas; iglesia parroquial (San Martín) servida por un cura de ingreso y libre colación, y buenas aguas potables. Confina con Valdeteja, las Calzadas de Getino y la Braña. El terreno, aunque montuoso en su mayor parte, es de mediana calidad. Los caminos son locales, excepto el que dirige a Asturias por Vegarda. Producciones: granos, legumbres, lino y pastos; cría ganados, y alguna caza. Industria: telares de lienzos caseros. Población: 26 vecinos, 112 almas. Contribución: con el ayuntamiento.
Diccionario geográfico-estadístico-histórico de España y sus posesiones de Ultramar

## Demografía
Evolución de la población
| Gráfica de evolución demográfica de Valverde de Curueño entre 2000 y 2017 |
|                                                                           |
| Población de derecho (2000-2017) según el padrón municipal del INE        |